# Hans-Otto Borgmann
Hans-Otto Paul Friedrich Borgmann (né le 20 octobre 1901 à Linden, mort le 26 juillet 1977 à Berlin) est un compositeur allemand.

## Biographie
Ce fils d'un grand fonctionnaire apprend pendant son enfance le piano, le violon et l'orgue. À 16 ans, il est l'organiste de l'église du château de Gottorf. De 1920 à 1922, il étudie à la Königliches Musik-Institut Berlin (de) l'orgue et la direction de chœur.
De 1924 à 1927, il est maître de chapelle dans des théâtres et des opéras. Il compose de la musique de scène, notamment pour le Deutsches Theater de Berlin. Il commence sa carrière comme directeur musical pour des films muets en 1928. En 1931, il devient directeur musical de l'UFA et compositeur.
En 1933, il compose la musique du film de propagande Le Jeune Hitlérien Quex dont la chanson Vorwärts! Vorwärts! (en) qui devient l'hymne des Jeunesses hitlériennes.
En 1937, il travaille souvent pour Veit Harlan. Il utilise intensivement la technique du leitmotiv, qu'il attribue ensuite à certains personnages du film et l'adapte en fonction de la situation.
Après la Seconde Guerre mondiale, il dirige en août 1945 L'Opéra de quat'sous au Hebbel-Theater (de). Il continue d'être compositeur de musique de film : en 1946 pour un documentaire sur le procès de Nuremberg (Nürnberg und seine Lehren) et dans les années 1950 pour des films sentimentaux. Plus tard, il s'intéresse à la musique atonale. Il compose 70 musiques de scène et chansons d'après des textes de Bertolt Brecht, Erich Kästner, Joachim Ringelnatz et Kurt Tucholsky.

## Filmographie

### Cinéma
- 1931 : Nie wieder Liebe d'Anatole Litvak
- 1931 : Sein Scheidungsgrund d'Alfred Zeisler
- 1931 : Der Hochtourist (de) d'Alfred Zeisler
- 1932 : Der Frechdachs (de) de Carl Boese et Heinz Hille (de)
- 1932 : Ein toller Einfall  de Kurt Gerron
- 1932 : Quick de Robert Siodmak
- 1932 : Un homme sans nom (Mensch ohne Namen) de Gustav Ucicky
- 1932 : Das schöne Abenteuer de Reinhold Schünzel
- 1932 : Strich durch die Rechnung (de) d'Alfred Zeisler
- 1932 : Der weiße Dämon de Kurt Gerron
- 1932 : Wenn die Liebe Mode macht de Franz Wenzler
- 1932 : F.P.1 antwortet nicht de Karl Hartl
- 1932 : Eine Tür geht auf (de) d'Alfred Zeisler
- 1933 : Lachende Erben de Max Ophüls
- 1933 : Kind, ich freu' mich auf Dein Kommen de Kurt Gerron et Erich von Neusser
- 1933 : Der Stern von Valencia (de) d'Alfred Zeisler
- 1933 : Die schönen Tage von Aranjuez de Johannes Meyer
- 1933 : Alles für Anita! de Hasso Preiss
- 1933 : Le Jeune Hitlérien Quex (Hitlerjunge Quex) de Hans Steinhoff
- 1933 : Heideschulmeister Uwe Karsten de Carl Heinz Wolff
- 1933 : Inge und die Millionen d'Erich Engel
- 1934 : L'Or (Gold) de Karl Hartl et Serge de Poligny
- 1934 : Fürst Woronzeff d'Arthur Robison
- 1934 : Ein Mann will nach Deutschland de Paul Wegener
- 1935 : Die törichte Jungfrau de Richard Schneider-Edenkoben (de)
- 1935 : Barcarole (de) de Gerhard Lamprecht
- 1935 : La Fille des marais (Das Mädchen vom Moorhof) de Douglas Sirk (sous le nom de Detlef Sierck)
- 1935 : Leichte Kavallerie de Werner Hochbaum
- 1935 : Liebeslied de Fritz Peter Buch et Herbert B. Fredersdorf (non crédité)
- 1936 : Sa Majesté se marie (Mädchenjahre einer Königin) d'Erich Engel
- 1936 : Moscou-Shanghai (Moskau – Shanghai) de Paul Wegener
- 1936 : Die Nacht mit dem Kaiser d'Erich Engel
- 1937 : Gleisdreieck de Robert A. Stemmle
- 1937 : Tango Notturno (de) de Fritz Kirchhoff
- 1938 : Jugend (de) de Veit Harlan
- 1938 : Sans laisser de traces (Verwehte Spuren) de Veit Harlan
- 1939 : Ein hoffnungsloser Fall d'Erich Engel
- 1939 : Pedro soll hängen (de) de Veit Harlan
- 1939 : Die Reise nach Tilsit (de) de Veit Harlan
- 1940 : Unser Fräulein Doktor (de) d'Erich Engel
- 1941 : Jakko de Fritz Peter Buch (de)
- 1942 : Le Grand Roi (Der Große König) de Veit Harlan
- 1942 : La Ville dorée (Die goldene Stadt) de Veit Harlan
- 1942 : L'Implacable Destin (Der große Schatten) de Paul Verhoeven
- 1942 : Diesel (de) de Gerhard Lamprecht
- 1943 : Du gehörst zu mir de Gerhard Lamprecht
- 1944 : Offrande au bien-aimé (Opfergang) de Veit Harlan
- 1944 : Famille Buchholz de Carl Froelich
- 1944 : Neigungsehe de Carl Froelich
- 1944 : Der Majoratsherr (de) de Hans Deppe
- 1944 : Les Aiglons (Junge Adler) d'Alfred Weidenmann
- 1945 : Die Brüder Noltenius (de) de Gerhard Lamprecht
- 1945 : Wie sagen wir es unseren Kindern? (de) de Hans Deppe
- 1945 : Eine alltägliche Geschichte de Günther Rittau
- 1948 : 1-2-3 Corona (en)
- 1948 : Schuld allein ist der Wein
- 1949 : Der große Mandarin (de)
- 1949 : Verführte Hände
- 1950 : Nur eine Nacht (de)
- 1950 : Das Mädchen aus der Südsee
- 1950 : Rêves mortels
- 1951 : Hanna Amon (en)
- 1952 : Praterherzen
- 1953 : Der Kaplan von San Lorenzo (de) de Gustav Ucicky
- 1953 : Die Stärkere
- 1953 : Die Prinzessin und der Schweinehirt (de)
- 1954 : Konsul Strotthoff (de)
- 1955 : Die Toteninsel (de)
- 1955 : Vor Gott und den Menschen (de)
- 1956 : Dany, bitte schreiben Sie (de)
- 1956 : Von der Liebe besiegt (de)
- 1958 : Man müßte nochmal zwanzig sein

### Télévision
- 1961 : Die kleinen Füchse (TV)

## Source de la traduction
- (de) Cet article est partiellement ou en totalité issu de l’article de Wikipédia en allemand intitulé « Hans-Otto Borgmann » (voir la liste des auteurs).